# دوري تيمور الشرقية لكرة القدم
دوري تيمور الشرقية لكرة القدم هو الدوري الوطني لكرة القدم في تيمور الشرقية، .البطل الحالي هو فيما سبورتينغ.